# Droga wojewódzka 240
Die Droga wojewódzka 240 (DW 240) ist eine polnische Woiwodschaftsstraße, die den Nordwesten der Woiwodschaft Kujawien-Pommern mit dem Südwesten der Woiwodschaft Pommern verbindet. Sie verläuft in Ost-West-Richtung auf einer Länge von 78 Kilometern zwischen dem Powiat Świecki (Kreis Schwetz), dem Powiat Tucholski (Kreis Tuchel) und dem Powiat Chojnicki (Kreis Konitz) und stellt ein Bindeglied dar zwischen der Schnellstraße 5 (S 5 = Europastraße 261), den Landesstraßen DK 1 (= Europastraße 75) und DK 22 (ehemalige deutsche Reichsstraße 1) sowie den Woiwodschaftsstraßen DW 212, DW 235, DW 237, DW 239 und DW 241.

## Straßenverlauf
Woiwodschaft Kujawien-Pommern
- Powiat Świecki (Kreis Schwetz (Weichsel)):
  - Świecie (Schwetz (Weichsel)) (→ DW 239: Świecie – Laskowice (Laskowitz) – Błądzim (Blondzmin))
  - Świecie-Przechowo (Schönau) (→ S 5: Świecie-Przechowo – Breslau, und DK 1: Danzig – Cieszyn (Teschen)/Tschechien)
  - Terespol Pomorski

- X Staatsbahn (PKP)-Linien 131: Chorzów (Königshütte) – Tczew (Dirschau), und 240: Świecie (Schwetz) – Złotów (Flatow) X
  - Przysiersk (Heinrichsdorf)
  - Plewno (Plewno, 1942–45 Julienhof)
  - Bramka (Bromke)
  - Krupocin (Kruposchin)
  - Błądzim (Blondzim) (→ DW 239: Świecie (Schwetz) – Laskowice (Laskowitz) – Błądzim)

- X PKP-Linie 201: Nowa Wieś Wielka (Groß Neudorf) – Gdynia (Gdingen) X
- Powiat Tucholski (Kreis Tuchel):
  - Bysław (Groß Bislaw, 1942–45 Bislau)
  - Płazowo (Plassowo)
  - Rudzki Most (Rudabrück)

- ~ Brda (Brahe) ~
- X PKP-Linie 208: Działdowo (Soldau) – Chojnice (Konitz) X
  - Tuchola (Tuchel) (→ DW 237: Czersk (1942–45 Heiderode) – Mąkowarsko (Monkowarsk, 1942–45 Mönkenwerth), und DW 241: Rogoźno (Rogasen) – Tuchola)
  - Bladowo (Bladau)
  - Żalno (Sehlen)
  - Piastoszyna (Petztin)

Woiwodschaft Pommern
- Powiat Chojnicki (Kreis Konitz):
  - Silno (Frankenhagen)
  - Rakławki (Rakelwitz)
  - Pawłowo (Groß Paglau)
  - Chojnice (Konitz) (→ DK 22: Kostrzyn nad Odrą (Küstrin)/Deutschland – Grzechotki (Rehfeld)/Russland, DW 212: Osowo Lęborskie (Wussow) – Kamionka (Steinberg), und Droga wojewódzka 235: Korne (Kornen) – Lipusz (Lippusch) – Chojnice)